# Basmala
Nell'Islam, la basmala indica la formula araba Bi-ismi 'llāhi al-Rahmāni al-Rahīm (in arabo بِسْمِ ٱللَّٰهِ ٱلرَّحْمَٰنِ ٱلرَّحِيمِ‎? «In nome di Dio il Clemente il Misericordioso») con cui si aprono tutte le sure del Corano, salvo la sura IX: (la sura al-Thawba, "del ritorno penitente a Dio" o "del perdono").

Una basmala in grafia cufica

## Sullabasmalae i nomi di Allah
Con l'eccezione della prima sura (la Sura Fātiḥa, cioè «L'Aprente»), nelle altre sure del Corano la basmala non è considerata né contata come vero e proprio versetto [āya, pl. āyyāt].
Quando la basmala è pronunciata prima di un discorso in pubblico, questa ha il preciso scopo di indicare all'uditorio che chi parla è musulmano devoto e praticante.